# Bovșiv, Halîci
Bovșiv (în ucraineană Бовшів) este o comună în raionul Halîci, regiunea Ivano-Frankivsk, Ucraina, formată numai din satul de reședință.

## Demografie
Componența lingvistică a comunei Bovșiv
     Ucraineană (99,93%)
     Alte limbi (0,07%)
Conform recensământului din 2001, majoritatea populației comunei Bovșiv era vorbitoare de ucraineană (99,93%), existând în minoritate și vorbitori de alte limbi.